# Nouky i przyjaciele
Nouky i przyjaciele (ang. Nouky and Friends, fr. Nouky et ses amis, 2007) – belgijsko-francuski serial animowany, który emitowany był na kanale MiniMini+ od 23 listopada 2009 roku. W TVP1 serial pojawił się w bloku Wieczorynka 4 stycznia 2010 roku. 11 czerwca 2013 także na stacji Polsat JimJam.

## Opis fabuły
Serial opisuje przygody niedźwiadka imieniem Nouky oraz przyjaciół – osiołka Paco i krowy Loli, którzy razem mieszkają w uroczym domku.

## Bohaterowie
- Nouky – niedźwiadek.
- Paco – osiołek.
- Lola – krowa.
- Bulbula – złota rybka.

## Wersja polska

### MiniMini
Wersja polska: na zlecenie MiniMini – Studio Publishing

Dialogi: Małorzata Kochańska

Reżyseria: Tomasz Grochoczyński

Dźwięk i montaż: Jacek Kacperek

Kierownictwo produkcji: Mira Ornatowska

Tekst piosenki: Marta Kacperek

Śpiewała: Anna Gajewska

Wystąpili:
- Wojciech Kołakowski – Nouky
- Olga Piechowicz – Lola
- Krzysztof Wójcik – Paco

i inni

### TVP1
Wersja polska: Telewizja Polska Agencja Filmowa

Wystąpili:
- Artur Chamski – Nouky
- Małgorzata Szymańska – Lola
- Łukasz Talik – Paco
- Maciej Damięcki – Narrator

i inni

## Spis odcinków
| Premiera odcinka | N/o | Polski tytuł                    | Francuski tytuł                              |
| ---------------- | --- | ------------------------------- | -------------------------------------------- |
|                  |     |                                 |                                              |
| SERIA PIERWSZA   |     |                                 |                                              |
|                  |     |                                 |                                              |
| 23.11.2009       | 01  | Nouky poznaje smaki             | Nouky découvre les goûts                     |
|                  |     |                                 |                                              |
| 24.11.2009       | 02  | Odbicie Loli w lustrze          | Le reflet de Lola dans le miroir             |
|                  |     |                                 |                                              |
| 25.11.2009       | 03  | Nouky i Paco poznają muzykę     | Nouky et Paco s’initient à la musique        |
|                  |     |                                 |                                              |
| 26.11.2009       | 04  | Sen Nouky’ego                   | Le rêve de Nouky                             |
|                  |     |                                 |                                              |
| 27.11.2009       | 05  | Puzzle Nouky’ego                | Le puzzle de Nouky                           |
|                  |     |                                 |                                              |
| 28.11.2009       | 06  | Nouky łakomczuch                | Nouky est trop gourmand                      |
|                  |     |                                 |                                              |
| 29.11.2009       | 07  | Teatr cieni                     | Lola et l’ombre du Zeebnitz                  |
|                  |     |                                 |                                              |
| 30.11.2009       | 08  | Kąpiel biedronki                | De l'eau chaude pour Mademoiselle coccinelle |
|                  |     |                                 |                                              |
| 01.12.2009       | 09  | Nouky poznaje ogród             | Nouky découvre le jardin                     |
|                  |     |                                 |                                              |
| 02.12.2009       | 10  | Kolory nieba                    | Les couleurs du ciel                         |
|                  |     |                                 |                                              |
| 03.12.2009       | 11  | Lola i wielkie, czarne chmury   | Lola et les gros nuages gris                 |
|                  |     |                                 |                                              |
| 04.12.2009       | 12  | Uroki deszczu                   | Les joies de la pluie                        |
|                  |     |                                 |                                              |
| 05.12.2009       | 13  | Dżdżownica Zuzia                | Susie le ver de terre                        |
|                  |     |                                 |                                              |
| 06.12.2009       | 14  | Magiczne farbki                 | La peinture magique                          |
|                  |     |                                 |                                              |
| 07.12.2009       | 15  | Dzidziuś motyla                 | Le bébé du papillon                          |
|                  |     |                                 |                                              |
| 08.12.2009       | 16  | Drzemka Loli                    | La sieste de Lola                            |
|                  |     |                                 |                                              |
| 09.12.2009       | 17  | Nouky dostaje ataku śmiechu     | Le fou-rire de Nouky                         |
|                  |     |                                 |                                              |
| 10.12.2009       | 18  | Paco i lornetka                 | Paco et ses jumelles                         |
|                  |     |                                 |                                              |
| 11.12.2009       | 19  | Strach przed burzą              | La peur de l'orage                           |
|                  |     |                                 |                                              |
| 12.12.2009       | 20  | Lola kłóci się z przyjaciółmi   | Lola se dispute avec ses amis                |
|                  |     |                                 |                                              |
| 13.12.2009       | 21  | Uczta ślimaka                   | Le repas de l'escargot                       |
|                  |     |                                 |                                              |
| 14.12.2009       | 22  | Słońce piratów                  | Le soleil des pirates                        |
|                  |     |                                 |                                              |
| 15.12.2009       | 23  | Pełnia Księżyca                 | La plaine du lune                            |
|                  |     |                                 |                                              |
| 16.12.2009       | 24  | Potwór w ogrodzie               | Un monstre dans le jardin                    |
|                  |     |                                 |                                              |
| 17.12.2009       | 25  | Nouky uczy się liczyć           | Nouky apprend à compter                      |
|                  |     |                                 |                                              |
| 18.12.2009       | 26  | Wszystkiego Najlepszego, Nouky! | Bon anniversaire, Nouky                      |
|                  |     |                                 |                                              |